# Thomas Champion (compositeur)
Pour les articles homonymes, voir Thomas Champion.
Thomas Champion, dit Mithou, est un compositeur français du milieu du XVIe siècle.

## Biographie
Il est probable que Thomas Champion soit un des fils de Jean Champion, libraire parisien qui meurt en 1553. Il serait donc un des plus jeunes frères de Catherine Champion, épouse de François Trépeau, lui-même exécuteur testamentaire de Jean Champion, et éditeur du recueil de psaumes de Thomas Champion en 1561. Il n'y a pas d'indice que Thomas ait des liens de parenté avec les autres musiciens du nom de Champion qui l'ont précédé. En revanche, il est le père de Jacques Champion de La Chapelle, claveciniste et organiste mort en 1642, et le grand-père de Jacques Champion de Chambonnières, généralement considéré comme le père de l'école française de clavecin.
Probablement sensible à la mouvance protestante, il entre d'abord au service d'Antoine de Bourbon, père du futur Henri IV. Il est repéré à Paris en 1554, puis en 1557 dans le Béarn, province échue à son maître par son alliance avec Jeanne d'Albret. Champion entre ensuite au service du roi Henri II ; c'est ainsi qu'il est repéré en 1559 dans le rôle d'Orphée lors des festivités données pour le mariage de Marguerite avec le duc de Savoie. Il devient en 1578 premier organiste de la Chapelle et de la Chambre, et l'on perd sa trace après 1579. Marin Mersenne souligne sa très grande habileté au contrepoint et la réputation qu'il a acquise comme instrumentiste.

## Œuvres
Voir dans Bluteau 1997 la liste détaillée de ses œuvres et de leurs sources, p. 96-102.
- Premier livre contenant soixante pseaumes de David (Paris : François Trépeau, 1561)[3], harmonisés à quatre voix

Unique monographie à son nom, il s'agit d'une des nombreuses harmonisations du Psautier de Genève publiées à cette époque. Elle contient un nombre de pièces inférieur à ce qui était disponible à cette époque (83 dès 1551, 89 dès 1556, en cumulant les traductions de Clément Marot et de Théodore de Bèze).
- quatre chansons spirituelles à quatre ou cinq voix,
- sept chansons profanes à quatre voix.

Ces onze chansons, toutes signées de son surnom Mithou [Mittou, Mitou], sont éparpillées dans divers recueils publiés entre 1548 et 1578, essentiellement à Paris, l'une étant reprise tardivement à Anvers dans le Rossignol musical des chansons de 1597. Deux ont été transcrites pour le luth ou pour la guitare.